# Бенальмадена
Бенальма́дена (исп. Benalmádena) — муниципалитет в Испании, входит в провинцию Малага в составе автономного сообщества Андалусия. Муниципалитет находится в составе района (комарки) Коста-дель-Соль-Оксиденталь. Занимает площадь 27 км². Население — 61383 человека (на 2010 год). Расстояние — 22 км до административного центра провинции.
Бенальмадена подразделяется на три района: Бенальмадена-Коста (Бенальмадена-Побережье), Арройо-де-ла-Мьель (Ручей Мёда) и Бенальмадена Пуэбло (Бенальмадена-Селение).
Бенальмадена — один из популярных курортов на малагском побережье Коста-дель-Соль. Помимо сезонных туристов, в Бенальмадене постоянно проживает большое количество иностранцев, преимущественно британцев. В Бенальмадене (в Арройо-де-ла-Мьель) работает парк развлечений «Тиволи Уорлд» и канатная дорога Teleférico de Benalmádena от станции Арройо-де-ла-Мьель до вершины горы Calamorro высотой 771 метр. В Бенальмадене Пуэбло находятся аквариум Sea Life и дельфинарий Selwo Marina.
В замке Коломарес в Бенальмадене находится самая маленькая часовня в мире — Санта-Исабель-де-Унгрия-ин-Коломарес. Внутренняя площадь этого здания неправильной формы — всего 1,96 м².
В Бенальмадене в 2003 году была построена крупнейшая в западном мире ступа — ступа Просветления (высота 33 метра), семнадцатая и последняя ступа, которые построил Ринпоче Лопон Цечу в Европе и на Кавказе. Ринпоче не дожил четыре месяца до освящения ступы, которое состоялось 5 октября 2003 года. Ступу торжественно открыл Кюнзиг Шамар Ринпоче. В церемонии открытия приняли участие Льонпо Сангай Нгедуп (исп. Lompo Sangye Ñodup, министр из Бутана), лама Оле Нидал и мэр Бенальмадены Энрике Болин (исп. Enrique Bolín).

## Города-побратимы
- Финале-Лигуре
- Нуэвитас

## Население
| Год  | Численность | Численность   |
| ---- | ----------- | ------------- |
| 2001 | 33 557      | [ 4 ]         |
| 2002 | 35 946      | [ 5 ]         |
| 2004 | 42 437      | [ 6 ]         |
| 2005 | 45 686      | [ 7 ]         |
| 2006 | 50 298      | [ 8 ]         |
| 2007 | 52 217      | [ 9 ]         |
| 2008 | 55 960      | [ 10 ]        |
| 2009 | 58 854      | [ 11 ]        |
| 2010 | 61 383      | [ 12 ]        |
| 2011 | 63 788      | [ 13 ]        |
| 2012 | 65 965      | [ 14 ]        |
| 2013 | 69 002      | [ 15 ]        |
| 2014 | 66 939      | [ 16 ]        |
| 2015 | 66 598      | [ 17 ]        |
| 2016 | 67 245      | [ 18 ]        |
| 2017 | 68 859      | [ 19 ]        |
| 2018 | 67 746      | [ 20 ] [ 21 ] |
| 2019 | 68 128      | [ 22 ]        |
| 2020 | 69 144      | [ 23 ]        |
| 2021 | 70 204      | [ 24 ]        |
| 2022 | 73 160      | [ 25 ]        |
| 2023 | 75 801      | [ 26 ]        |
| 2024 | 77 654      | [ 1 ]         |